# Fenoxicarb
El fenoxicarb és un insecticida del grup dels carbamats. Actua com regulador del creixement de l'insecte. Té una baixa toxicitat per a abelles, ocells i humans, però és tòxic per als peixos. La LD50 oral per a les rates és major de 16.800 mg/kg.
El fabrica l'empresa Ciba-Geigy Corp.(http://extoxnet.orst.edu/pips/fenoxyca.htm) 
El fenoxicarb no és neurotòxic i no té el mateix mode d'acció que el d'altres carbamats insecticides. En lloc d'això, evita que els insectes immadurs arribin a la maduresa imitant l'hormona juvenil.